# Ganz neue Dimensionen
Ganz neue Dimensionen (Originaltitel: Arena) ist die nach Ausstrahlungsreihenfolge 18. bzw. nach Produktionsreihenfolge 19. Episode der ersten Staffel der Science-Fiction-Fernsehserie Raumschiff Enterprise. Sie wurde in englischer Sprache erstmals am 19. Januar 1967 bei NBC ausgestrahlt. In Deutschland war sie zum ersten Mal am 7. Dezember 1987 in einer synchronisierten Fassung bei Sat.1 zu sehen, nachdem das ZDF sie bei der deutschen Erstausstrahlung der Serie in den Jahren 1972 bis 1974 übergangen hatte.

## Handlung
Im Jahr 2267, bei Sternzeit 3045,6 erhält die Enterprise einen Funkspruch vom Föderationsaußenposten auf Cestus III. Dessen Kommandant bittet Captain Kirk, ihn zu besuchen und dabei seine Taktiker mitzubringen. Kirk beamt zusammen mit seinem ersten Offizier Spock, Schiffsarzt McCoy sowie Lieutenant Commander Lang, Lieutenant Kelowitz und Ensign O’Herlihy auf den Planeten. Dort finden sie jedoch den Außenposten völlig zerstört vor. Sie erkennen, dass sie in eine Falle geraten sind und der Funkspruch eine Fälschung war. Das Außenteam gerät unter feindlichen Beschuss, O’Herlihy und Lang werden getötet. Eine Evakuierung ist nicht möglich, da plötzlich auch die Enterprise im Orbit von einem unbekannten Schiff angegriffen wird. Kirk gelingt es, sich zum Waffendepot des Außenpostens durchzuschlagen. Dort findet er einen Granatwerfer. Kirk und Kelowitz beschießen damit die feindliche Stellung in den nahe gelegenen Bergen. Die Angreifer kehren daraufhin auf ihr Schiff zurück und dieses dreht ab. Die verbliebenen Mitglieder des Außenteams können nun mit dem einzigen Überlebenden des Außenpostens, Lieutenant Harold, auf die Enterprise zurückbeamen.
Harold bestätigt, dass der Außenposten angegriffen wurde und dass die Angreifer die Absicht hatten, auch die Enterprise zu zerstören, die aktuell den einzigen Schutz für den Planeten darstellt. Kirk befiehlt daraufhin, das feindliche Schiff zu verfolgen und zu zerstören, bevor es seinen Heimatraum erreichen kann. Während der Verfolgung registriert Lieutenant Uhura plötzlich einen Peilstrahl, der aus einem nahe gelegenen, unkartierten Sternensystem kommt und offenbar nichts mit dem feindlichen Schiff zu tun hat. Plötzlich stoppt das Schiff abrupt und kurz darauf auch die Enterprise. Die fremden Wesen, die dafür verantwortlich sind, nehmen nun Kontakt mit der Enterprise auf. Sie stellen sich selbst als das hoch entwickelte Volk der Metronen vor und offenbaren, dass es sich bei den Angreifern auf dem anderen Schiff um Gorn handelt. Sie halten es für inakzeptabel, dass die beiden Schiffe in ihren Raum eingedrungen sind, um hier ihren Konflikt auszutragen. Die Metronen arrangieren daraufhin einen Zweikampf zwischen den beiden Captains auf einem passend dafür hergerichteten Asteroiden. Auf diesem sind primitive Waffen zu finden und den beiden Kontrahenten steht es frei, den Gegner mittels körperlicher Stärke oder überlegener Geisteskraft zu töten. Das Schiff des Verlierers soll zerstört werden.
Auf den Asteroiden versetzt, sieht sich Kirk direkt mit dem Gorn-Captain konfrontiert. Die Gorn sind eine reptilienartige Spezies und Kirk erkennt, dass sein Gegner äußerst stark und widerstandsfähig, dafür aber langsam und ungelenk ist. In einem ersten Kampf mit bloßen Fäusten ist Kirk ihm unterlegen, kann aber in die nahen Felsen entkommen. Nach einer Weile entdeckt er auf einem Vorsprung einen sehr schweren Felsbrocken, den er auf den Gorn stürzen lässt. Der Angriff scheint zunächst geglückt, doch der Gorn richtet sich wieder auf und Kirk gerät seinerseits in eine Falle, aus der er nur knapp entkommt. Die Metronen erlauben daraufhin direkte Kommunikation zwischen den beiden Kontrahenten mittels Funkgeräten. Der mittlerweile ermüdete Gorn-Captain bietet Kirk einen schnellen Tod an, wenn er sich sofort zu ihm begibt. Weiterhin erklärt er, dass seine Spezies Cestus III als ihr Gebiet betrachtet und ihrerseits die Errichtung des Föderationsaußenpostens als feindlichen Akt betrachtet.
Kirk fallen beim Beobachten seiner Umgebung einige Besonderheiten auf. Überall liegen riesige Diamanten herum, weiterhin Ansammlungen von Schwefel, Kaliumnitrat und Holzkohle. Außerdem findet er bambusartige Pflanzen und Seile. Langsam kommt ihm eine Idee. Aus einem Bambusrohr baut er eine primitive Kanone. Die Seile nutzt er zur Verstärkung des Rohrs und als Lunte. Schwefel, Kaliumnitrat und Holzkohle vermengt er zu Schießpulver als Treibladung und die Diamanten dienen als Geschosse. Mit dieser Waffe kann er dem Gorn eine schwere Verletzung zufügen. Seinem nun wehrlosen Gegner kann er ein Messer entreißen und könnte ihn nun töten. Stattdessen wendet sich Kirk an die Metronen und erklärt, dass er sich weigert, ihr Spiel weiter mitzuspielen. Lieber sollen die Föderation und die Gorn ihren Konflikt diplomatisch lösen. Die Metronen sind beeindruckt von seinem Handeln. Ein Angehöriger des Volkes erscheint Kirk und erklärt, die Menschheit sei eine vielversprechende Spezies, die in einigen tausend Jahren vielleicht zivilisiert genug sei, um für die Metronen von Interesse zu sein. Beide Captains dürfen jetzt auf ihre Schiffe zurückkehren und die Enterprise findet sich plötzlich 500 Parsec vom Sternensystem der Metronen entfernt wieder.

## Verbindungen zu anderen Star-Trek-Produktionen
In Ganz neue Dimensionen wird erstmals die Vereinigte Föderation der Planeten erwähnt. In der deutschen Synchronfassung erfolgt dies bereits in der früheren Folge Notlandung auf Galileo 7, allerdings nur aufgrund einer recht freien Übersetzung der englischen Originalversion. Auch die Photonentorpedos werden in Ganz neue Dimensionen erstmals erwähnt.

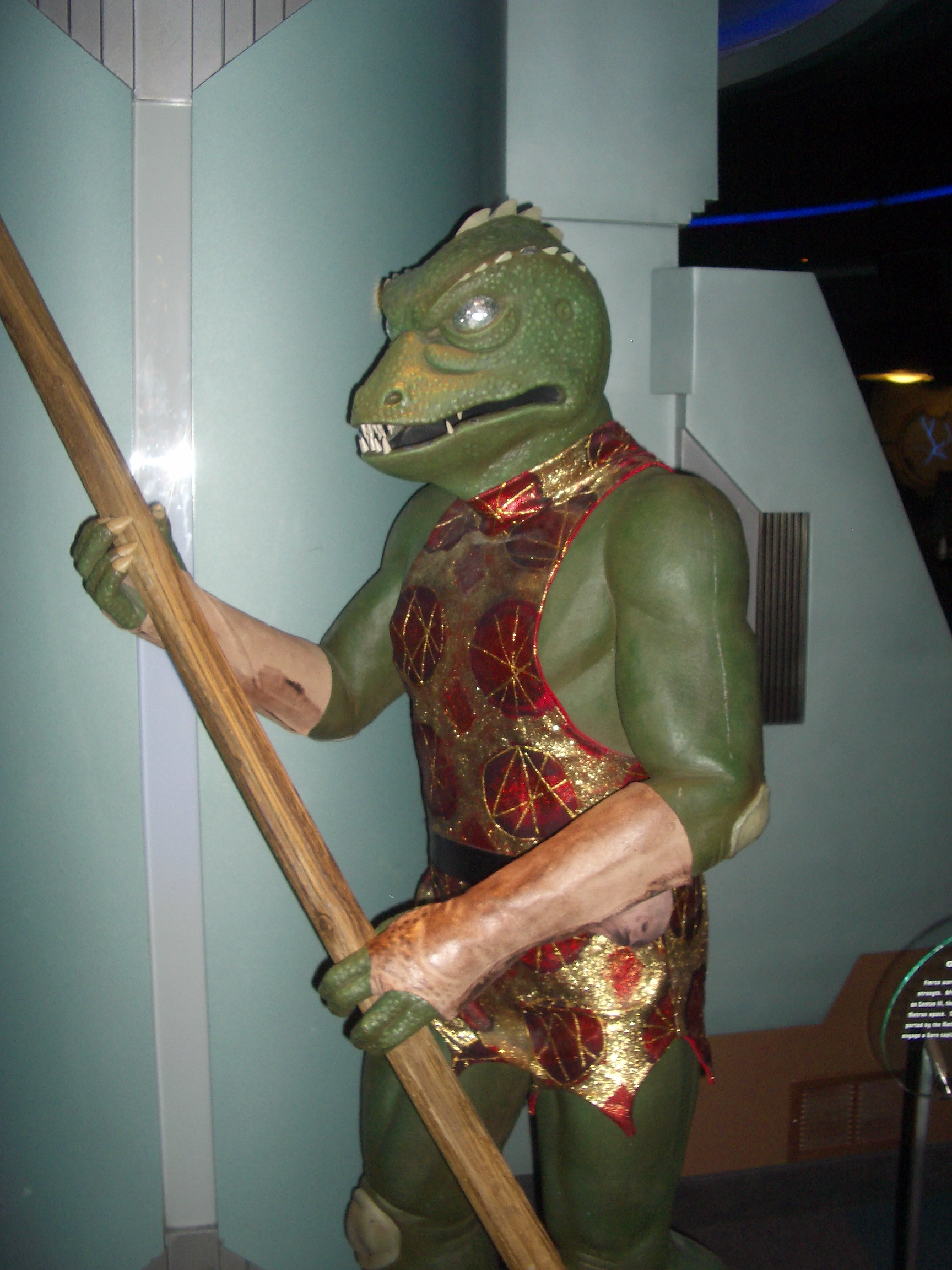
Der Gorn

Die Gorn wurden in späteren Star-Trek-Produktionen mehrfach wieder aufgegriffen:
- In der Zeichentrickserie Die Enterprise wurde 1973 in der Folge Die Zeitfalle ein Gorn als Ratsmitglied gezeigt.
- In der Serie Star Trek: Deep Space Nine nimmt Captain Benjamin Sisko in der 1996 produzierten Folge Immer die Last mit den Tribbles Bezug auf den mittlerweile als legendär geltenden Kampf zwischen Kirk und dem Gorn. Weiterhin deutet die Serie, die gut 100 Jahre nach Raumschiff Enterprise spielt, in mehreren Folgen an, dass der Streit zwischen der Föderation und den Gorn um Cestus III mittlerweile beigelegt ist und der Planet wieder von der Föderation kolonisiert wurde.
- 2005 war in der Folge Die dunkle Seite des Spiegels, Teil II von Star Trek: Enterprise erstmals wieder ein Gorn in einer Realfilmserie von Star Trek zu sehen. Dieses Wesen war vollständig computeranimiert.
- Auch in den ab 2017 gestarteten Serien Star Trek: Discovery, Star Trek: Lower Decks und Star Trek: Prodigy spielen die Gorn kleinere Rollen.
- In der 2022 gestarteten Serie Star Trek: Strange New Worlds sind die Gorn ein wichtiges Handlungselement. Eine der Hauptfiguren, die Sicherheitschefin La’an Noonien-Singh, war als Kind die einzige Überlebende eines Kolonieschiffs, das von den Gorn angegriffen wurde. Die Gorn haben Auftritte in zwei Folgen der ersten Staffel und sind für den Tod einer weiteren Hauptfigur, des Chefingenieurs Hemmer, verantwortlich.

## Produktion

### Darsteller
Sowohl der Metron als auch der Gorn-Captain wurden von mehreren Personen verkörpert. Der Metron wurde von einer Frau (Carole Shelyne) gespielt, aber von einem Mann (Vic Perrin, in der deutschen Synchronisation von Hannes Gromball) gesprochen. Shelynes schlanker Körperbau und ihre kurzen Haare gaben dem Metron in Verbindung mit der männlichen Stimme eine androgyne Erscheinung. Ein sehr ähnlicher Effekt wurde bereits im 1965 produzierten ursprünglichen Pilotfilm Der Käfig für die Talosianer verwendet. Den Gorn spielten gleich vier Personen: Die Nahaufnahmen des Kopfes wurden mit William Blackburn gedreht, Ganzkörperaufnahmen hingegen mit Bobby Clark und Gary Coombs. Gesprochen wurde er von Ted Cassidy.
Lieutenant Kelowitz (Grant Woods) tritt auch in den Folgen Notlandung auf Galileo 7 und Falsche Paradiese auf.

### Drehorte

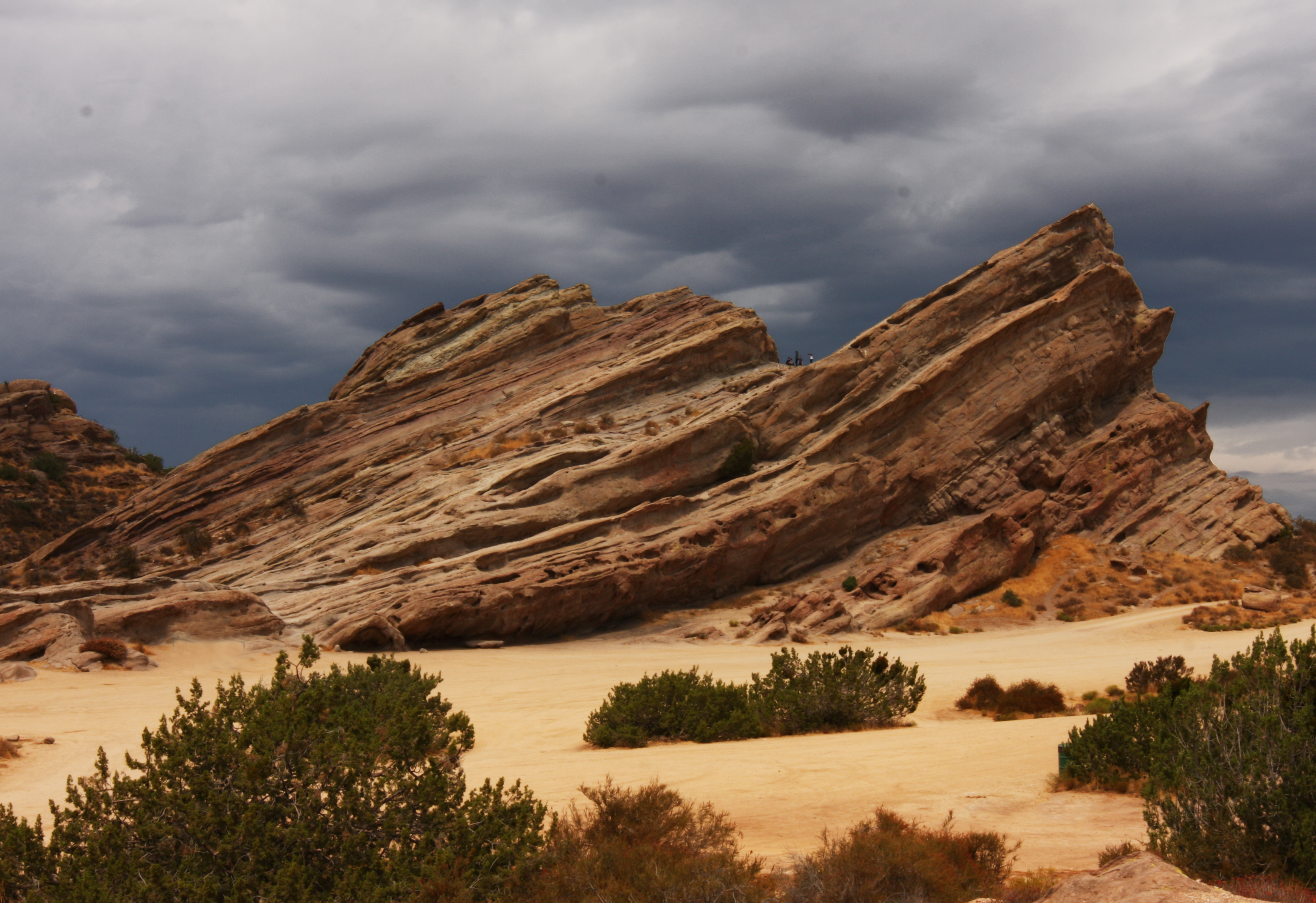
Vasquez Rocks diente als Schauplatz für den Kampf zwischen Kirk und dem Gorn-Captain

Als Schauplatz für den Asteroiden, auf dem der Kampf zwischen Kirk und dem Gorn stattfindet, diente die markante Felsformation Vasquez Rocks, die auch in zahlreichen weiteren Star-Trek-Serienfolgen und -Filmen verwendet wurde.

## Adaptionen
James Blish schrieb eine Textfassung von Ganz neue Dimensionen, die auf Englisch erstmals 1968 in der Geschichtensammlung Star Trek 2 erschien. Die deutsche Übersetzung erschien 1972.
Jenny Parks verarbeitete Ganz neue Dimensionen als eine von mehreren Raumschiff-Enterprise-Episoden in ihrem 2017 erschienenen Buch Star Trek Cats, in dem die Hauptfiguren der Serie als Katzen dargestellt werden.

## Rezeption
James Rundle führte Ganz neue Dimensionen 2010 auf SciFiNow in einer Auflistung der zehn besten Folgen von Raumschiff Enterprise auf Platz 2.
Charlie Jane Anders führte Ganz neue Dimensionen 2014 auf gizmodo.com in einer Liste der 100 besten bis dahin ausgestrahlten Star-Trek-Folgen auf Platz 21.
Sven Harvey zählte Ganz neue Dimensionen 2015 auf der Website Den of Geek als eine der 25 besten Folgen der beiden Serien Raumschiff Enterprise und Die Enterprise.
Tim Baker führte Ganz neue Dimensionen 2016 in Newsweek in einer Auflistung der zehn besten Folgen von Raumschiff Enterprise auf Platz 3.
Ed Gross listete Ganz neue Dimensionen 2016 auf empireonline.com in einer Aufstellung der 50 besten bis dahin ausgestrahlten Star-Trek-Folgen auf Platz 41.
David Morgan führte Ganz neue Dimensionen 2016 auf cbsnews.com als eine der schlechtesten Folgen von Raumschiff Enterprise auf.
Aaron Couch und Graeme McMillan erstellten 2016 anlässlich des 50-jährigen Jubiläums von Star Trek in Zusammenarbeit mit verschiedenen Beteiligten aus dem Franchise für den Hollywood Reporter eine Liste der 100 besten bis dahin ausgestrahlten Folgen. Ganz neue Dimensionen wurde hierbei auf Platz 17 gewählt.
Elena Holodny und Andy Kiersz führten Ganz neue Dimensionen 2017 auf businessinsider.com in einer Aufstellung der 13 besten Folgen von Raumschiff Enterprise auf Platz 12.
Patrick Cooley führte Ganz neue Dimensionen 2017 in einer Liste der 25 besten bis dahin ausgestrahlten Star-Trek-Folgen auf Platz 6.
Silas Lesnick listete Ganz neue Dimensionen 2018 in einer Aufstellung der 20 besten Folgen von Raumschiff Enterprise auf Platz 6.
Paul Rowe listete Ganz neue Dimensionen 2020 auf popmasters.com in einer Aufstellung der 20 besten Folgen von Raumschiff Enterprise auf Platz 5.
Sam Stone führte Ganz neue Dimensionen 2021 auf cbr.com als eine der zehn wichtigsten Folgen von Raumschiff Enterprise.
Ryan Britt führte Ganz neue Dimensionen 2021 auf der Website Den of Geek als eine von zehn Raumschiff-Enterprise-Folgen, die das Franchise am besten definieren.
Christian Blauvelt listete Ganz neue Dimensionen 2022 auf hollywood.com in einem Ranking aller 79 Raumschiff-Enterprise-Folgen auf Platz 2.
Kirks improvisierte Kanone wurde mehrfach auf ihre Plausibilität überprüft: Zuerst 2009 von Tory Belleci, Jessi Combs und Grant Imahara in Folge 7.23 (Mythen am laufenden Band) der Serie MythBusters – Die Wissensjäger und 2017 von Terry Schappert und Larry Zanoff in Folge 1.08 (Terry Vs Gorn) der Serie Hollywood Weapons: Fact or Fiction?. Beide Serien kamen zu dem Ergebnis, dass es fast unmöglich ist, nur nach Augenmaß Schwefel, Holzkohle und Kaliumnitrat so zu mischen, dass das Endprodukt eine brauchbare Explosivkraft entwickelt, selbst dann, wenn das perfekte Mischungsverhältnis bekannt ist. Bei der Tauglichkeit der Kanone selbst differierten die Ergebnisse. Beide Serien verwendeten dabei industriell hergestelltes Schießpulver als Treibladung. Hollywood Weapons kam zu dem Ergebnis, dass die Kanone in der Lage gewesen wäre, dem Gorn ernsthafte Verletzungen zuzufügen. MyhtBusters hingegen kam zu dem Ergebnis, dass Bambus nicht stark genug sei, um der Explosivkraft des Schießpulvers zu widerstehen. Kirk würde sich daher selbst in die Luft sprengen. Auch wenn der Boden des Bambusrohrs verstärkt würde, würde zwar mehr Energie nach vorn geleitet, das Rohr würde aber dennoch bersten, sodass am Ende sowohl der Gorn als auch Kirk verletzt oder tot wären.

## Parodien und Anspielungen
Insbesondere der Kampf beim ersten direkten Aufeinandertreffen von Kirk und dem Gorn-Captain wurde mehrfach parodiert:
Die 1973 entstandene türkische Komödie Turist Ömer Uzay Yolunda („Tourist Ömer in Star Trek“) ist in erster Linie eine (unlizenzierte) Nacherzählung der Raumschiff-Enterprise-Folge Das Letzte seiner Art, enthält aber auch Elemente aus den Folgen Der dressierte Herrscher, Der alte Traum und Weltraumfieber sowie eine kurze Kampfszene zwischen Kirk und einem Monster, die an den Kampf aus Ganz neue Dimensionen angelehnt ist.
In der 1991 entstandenen Komödie Bill & Ted’s verrückte Reise in die Zukunft schauen sich die beiden Protagonisten Bill (Alex Winter) und Ted (Keanu Reeves) die Kampf-Szene an. Später werden sie von ihren bösen Roboter-Doppelgängern nach Vasquez Rocks gelockt, wobei sich der nun entspinnende Kampf sehr stark an den Kameraeinstellungen und am Schnitt von Ganz neue Dimensionen orientiert.
In der Komödie Jay und Silent Bob schlagen zurück von 2001 verstecken sich die Protagonisten Jay (Jason Mewes) und Silent Bob (Kevin Smith) in einem Restaurant namens „Arena Diner“, das direkt unter Vasquez Rocks liegt. Dies ist eine direkte Anspielung auf den englischen Originaltitel der Folge.
In der Zeichentrickserie Futurama gibt es in Folge 4.09 (Die Quelle des Alterns) von 2003 ein Buch namens A Child's Garden of Space Legends, auf dessen Einband ein Gorn abgebildet ist.
In der 2009 vom britischen Fernsehsender Channel 4 produzierten Dokumentation Bring Back… Star Trek wird am Ende die Kampfszene zwischen Kirk und dem Gorn nachgestellt. Host Justin Lee Collins übernimmt dabei die Rolle von Kirk, für die Rolle des Gorn konnte der Originaldarsteller Bobby Clark gewonnen werden, der hier allerdings nur ein Plüschkostüm trägt.
Die 2009 gedrehte Porno-Parodie Star Trix: Deep Penetration baut lose auf den Handlungen der Raumschiff-Enterprise-Folgen Ganz neue Dimensionen und Brautschiff Enterprise auf. Hier empfängt das Raumschiff Intercourse unter dem Kommando von Captain Dirk einen Notruf vom Planeten Nofun. Dort kommt es zum Kampf zwischen Dirk (der dabei keine Hose trägt) und einem Gorn-artigen Monster.
In der Komödie Paul – Ein Alien auf der Flucht von 2011 spielt eine Szene auf der San Diego Comic Con. Dort wird an einem Stand ein Ausschnitt aus Ganz neue Dimensionen gezeigt. Außerdem werden verschiedene Masken, unter anderem von einem Gorn, zum Verkauf angeboten.
2013 wurde für das Computerspiel Star Trek ein humorvoller Werbespot gedreht, in dem William Shatner in seinem Wohnzimmer sitzt und gemeinsam mit einem Gorn eben jenes Spiel spielt. Dabei wird der Gorn wütend und die beiden stellen ihren legendären Kampf nach. Statt mit Steinen bewerfen sie sich dabei mit Kissen.